# 大久保教業
大久保 教業（おおくぼ のりなり）は、江戸時代後期の相模国荻野山中藩の世嗣。通称は帯刀。官位は従五位下・右近将監。

## 略歴
2代藩主・大久保教孝の長男として誕生。幼名は岩丸。正室は堀直庸の娘。
荻野山中藩嫡子として生まれたが、家督相続以前の文政13年（1830年）に23歳で死去。法名は慈明院秋岳道諦。
代わって弟・教義が嫡子となった。